# عز الدين الحبيب
عزالدين الحبيب (مواليد 14 مارس 1987 في الأبيض، السودان) هو لاعب كرة قدم سوداني محترف يلعب في صفوف نادي وان تاغويغ إف سي ضمن دوري الفلبين لكرة القدم. له شقيق يُدعى بدرالدين يلعب في مركز مدافع مركزي.

## الحياة المبكرة
وُلد في الأبيض، السودان، ونشأ في الرياض، السعودية، حيث بدأ ممارسة كرة القدم وهو في الثالثة من عمره.

## المسيرة في الفلبين
درس في جامعة لا سال، ولعب كرة القدم للجامعة خلال دراسته هناك.
حصل على لقب هداف دوري كرة القدم المتحدة مع كايا–إيلويلو.
بتسجيله 8 أهداف، تُوّج هدافًا لكأس دوري كرة القدم المتحدة لعام 2010.
كان يشكل تهديدًا للفرق المنافسة في كأس سنغافورة 2013، وكان معروفًا باستغلاله للدفاعات غير المنظمة.
سجل المغيربي 10 أهداف في 14 مباراة مع نادي غلوبال حتى منتصف موسم 2013، تلاها تسجيله ثلاثية (هاتريك) ضد نادي فورزا إف سي في كأس دوري كرة القدم المتحدة في نفس العام.
في نادي غلوبال، ارتدى المغيربي القميص رقم 10، وهو الرقم الذي عادةً ما يرتديه نجم الفريق. شكل علاقة جيدة مع رئيس النادي دان بالامي، وشكر نادي سيبو على كرمه تجاهه.
وسجل 13 هدفًا في دوري كرة القدم المتحدة لعام 2011، أي قبل موسمين من 2013.
في عام 2012، فكر المغيربي في التخلي عن جنسيته السودانية للحصول على جواز سفر فلبيني بهدف التجنيس وتمثيل الفلبين دوليًا.
فاته المشاركة في كأس رئيس الاتحاد الآسيوي 2013 بسبب استبعاده من تشكيلة نادي غلوبال للمسابقة.
في عام 2016، وقع مع نادي لاوس إف سي.
وفي عام 2024، يلعب مع نادي وان تاجويغ إف سي.

## الحياة الشخصية
يُفضل اللاعب السابق في نادي كايا، اللاعب البرازيلي رونالدو كلاعبه المفضل.